# Полистило
Полистило (на гръцки: Πολύστυλο, катаревуса: Πολύστυλον, Полистилон, старо име Балушка и Балчик чифлик, до 1926 година Булуска или Булустра) е село в Гърция, в дем Кавала, област Източна Македония и Тракия.

## География
Селото е разположено на надморска височина от 55 m, на около 8 километра северозападно от демовия център Кавала по пътя за Доксат и Драма.

## История

### В Османската империя
В началото на XX век Балчик чифлик е селище в Кавалска кааза на Османската империя. Съгласно статистиката на Васил Кънчов („Македония. Етнография и статистика“) към 1900 година Балчика Чифликъ е изцяло циганско селище с 45 жители, всички цигани.

### В Гърция
След Междусъюзническата война в 1913 година селото попада в Гърция. В преброяването от 1913 година се води без жители. В 1920 година има само 11 жители. В 1923 година в селото са заселени гърци бежанци от Тракия, Понт и Мала Азия. В 1926 година името на селото е сменено на Полистило. Според статистиката от 1928 година селото е изцяло бежанско с 49 семейства и 203 жители общо. Българска статистика от 1941 година показва 624 жители.
Населението произвежда големи количества пшеница и други земеделски продукти.
| Година    | 1913 | 1920 | 1928 | 1940 | 1951 | 1961 | 1971 | 1981 | 1991 | 2001 | 2011 | 2021 |
| --------- | ---- | ---- | ---- | ---- | ---- | ---- | ---- | ---- | ---- | ---- | ---- | ---- |
| Население | 0    | 11   | 213  | 324  | 446  | 471  | 408  | 480  | 449  | 400  | 420  | 482  |